# Yucca jaliscensis
Yucca jaliscensis es una especie de planta fanerógama nativa de las tierras altas del suroeste de México. Los nombres comunes de esta especie incluyen Yucca de Jalisco e Izote Yucca. Es originaria de las zonas de montaña en los estados de Jalisco, Colima y Guanajuato.

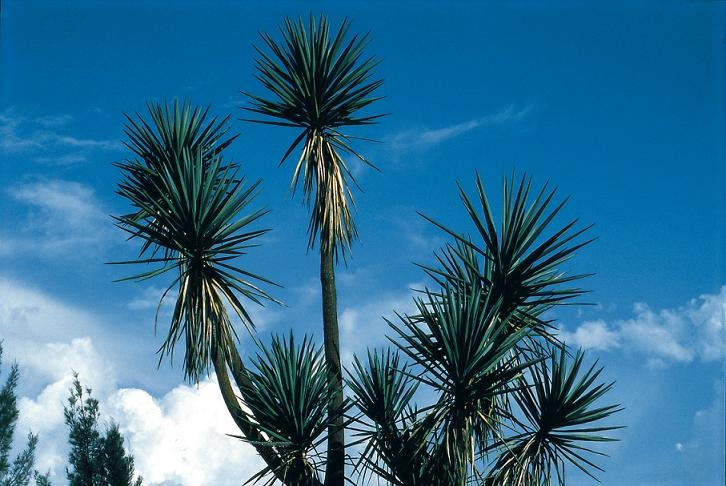
Vista de la planta

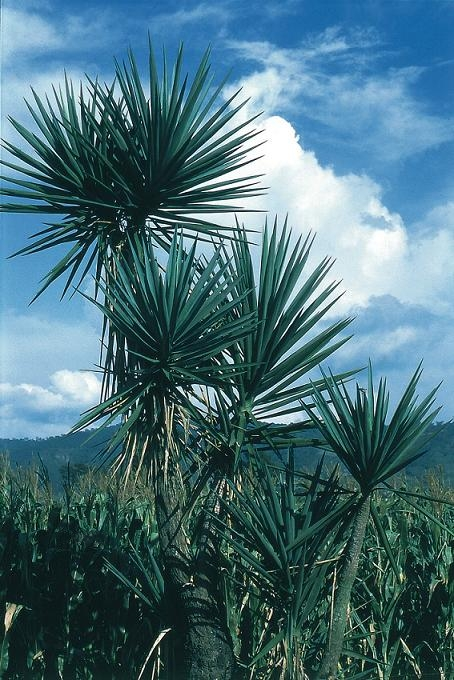
Vista de la planta

## Descripción
Yucca jaliscensis es una especie en forma de árbol de altura. Aunque en la vejez puede crecer hasta los 10 m de altura, con una extensión de 6 m, que generalmente se encuentra a menos de 7,5 m de altura. Puede tener una base del tronco algo espesado y de troncalización tal vez individual o puede ser multitruncado. La base del tronco generalmente corto, a menudo, de 25 a 30 cm de ancho, pero que puede crecer hasta más de 60 u 85 cm de diámetro en muestras antiguas. Por lo general, tiene alrededor de 5-8 ramas que crecen verticalmente fuera del tronco corto con las hojas en la parte superior de los troncos. Las hojas son rígidas a flexibles, de forma variable de color azul a verde, en forma de cinta, sin espinas, de hasta 1 m de largo, y hasta 8 cm de ancho. Las hojas viejas generalmente desprenden del tronco con el tiempo. La inflorescencia es ramificada en posición vertical o inclinada hacia los lados y alcanza de 0,4 m a 1 m de largo, erguida o con caída en la fruta, canescente con pelos gruesos contundentes a densamente pubescentes, los filamentos tienen pelos romos y son pilosas. Los frutos son de 4-5 cm de diámetro. Las flores blancas en forma de bola florecen desde septiembre hasta mayo o, a veces casi cualquier época del año. Las flores son 2-3,5 cm de largo y 1-1.5 cm de ancho.

## Distribución y hábitat
Yucca jaliscensis crece en México, cerca de la costa del Océano Pacífico en los estados de Jalisco, Colima y Guanajuato en las llanuras y colinas bajas entre aproximadamente 750 a 1500 metros. Asociado con Agave colimana y otras especies de Agave. A menudo se cultiva como planta ornamental alrededor de las casas o asentamientos y no se encuentra en la naturaleza a menudo. En la naturaleza, la yuca jaliscensis se puede encontrar en barrancos que están cubiertos por bosques, en estrechas y sinuosas gargantas de arroyos, en los bosques tropicales caducifolios, pero con mayor frecuencia en los boques de pino, roble, u otros bosques de árboles de hoja ancha que se encuentran en o cerca de estrechas y sinuosas gargantas de arroyos. Otros hábitats incluyen colinas secas o laderas volcánicas rocosas escarpadas, con bosques de roble subtropicales semiáridos y rocosos; mixtos y desiguales, también a veces se encuentra en campo abierto con maíz u otros cultivos.

## Cultivo
La especie puede crecer en una variedad de suelos y es tolerante a la sequía. Yucca jaliscensis es rara y se encuentra geográficamente aislada de otros representantes. Está estrechamente relacionada con Yucca schottii, Yucca madrensis, y Yucca grandiflora. Es poco conocida y poco común en el cultivo. En condiciones secas, Yucca jaliscensis es resistente al frío en Albuquerque, Nuevo México, donde las temperaturas pueden caer por debajo de 5 °F, ejemplares viejos se pueden admirar aquí. La propagación es por retoños, esquejes o semillas. 

## Taxonomía
Yucca jaliscensis fue descrita por William Trelease y publicado en Contributions from the United States National Herbarium 23(1): 92–93. 1920.
Etimología
Yucca: nombre genérico que fue nombrado por Carlos Linneo y que deriva por error de la palabra taína: yuca (escrita con una sola "c").
jaliscensis: epíteto geográfico que alude a su localización en Jalisco.
Sinonimia
- Yucca barrancasecca Pasq.
- Yucca × schottii var. jaliscensis Trel.[8][9]